# San Mauro Forte
San   Mauro Forte község (comune) Olaszország Basilicata régiójában Matera megyében.

## Fekvése
A megye központi részén fekszik, egy 540 méter magas dombon. Salandra, Oliveto Lucano, Garaguso, Ferrandina, Craco, Stigliano és Accettura határolja.

## Története
A mai település a 11. század elején alakult ki, noha a régészeti leletek tanúsága szerint a vidék már az i.e. 8. században lakott volt. Nevét az itt épült, erődített Szent Mór-kolostor után kapta. Az 1400-as évektől kezdődően a montescagliosói grófok birtoka volt, később az Orsini del Balzo, maja Sanseverino, Carafa és Colonna családok szerezték meg. 1751-ben lett önálló település. 1861-ben lakosai sikeresen visszavertek egy briganti támadást, így kapta a forte (jelentése erős) jelzőt. 

## Népessége
A népesség számának alakulása:

## Főbb látnivalói
- Santa Maria Asunta-templom
- San Rocco-templom
- Santissima Annunziata-templom
- Santa Maria del Rosario-templom